# Кафедральный собор Святого Бонавентуры
Кафедральный собор Святого Бонавентуры в Баня-Луке — один из четырёх католических кафедральных соборов в Боснии и Герцеговине. В нём заседает Епархия Баня-Луки.

## История
Собор был построен в честь Святого Бонавентуры, францисканского теолога времён Средневековья. Изначально он был сооружён в готическом стиле, однако после землетрясения в 1969 он был сильно повреждён, из-за чего его пришлось полностью снести.
Новое здание было построено в 1972—1973 годах по проекту Мирослава Матасовича. По задумке, своим очертанием оно должно напоминать о ветхозаветном шатре как месте молитвы и жертве Богу и о верующих, долго время живших под схожими шатрами после землетрясения.

## Похороненные
- Мариян Маркович[англ.] (1840—1912) — боснийский хорватский священник
- Альфред Пихлер[англ.] (1913—1992) — боснийский священник, первый епископ Баня-Луки